# Piotr Pogonowski
Piotr Pogonowski (ur. 27 listopada 1973 w Siedlcach) – polski prawnik, urzędnik państwowy i nauczyciel akademicki, profesor nauk prawnych. Pułkownik Agencji Bezpieczeństwa Wewnętrznego, w latach 2015–2016 pełniący obowiązki szefa, a w latach 2016–2020 szef Agencji Bezpieczeństwa Wewnętrznego, od 2020 członek Zarządu Narodowego Banku Polskiego.

## Życiorys
W 1997 ukończył studia prawnicze i historyczne na Katolickim Uniwersytecie Lubelskim. Na Wydziale Prawa, Prawa Kanonicznego i Administracji tej samej uczelni na podstawie napisanej pod kierunkiem Henryka Ciocha rozprawy pt. Status prawny organów postępowania upadłościowego uzyskał w 2001 stopień naukowy doktora. Tam też na podstawie dorobku naukowego oraz monografii pt. Zakaz reformationis in peius w postępowaniu cywilnym otrzymał w 2004 stopień doktora habilitowanego. 7 października 2010 otrzymał tytuł profesora nauk prawnych. Specjalizuje się w postępowaniu cywilnym, zajmując się m.in. postępowaniem upadłościowym, egzekucyjnym i zabezpieczającym.
W latach 1999–2002 pracował w służbach legislacyjnych Kancelarii Prezesa Rady Ministrów. W latach 2003–2005 był głównym specjalistą ds. orzecznictwa w Sądzie Najwyższym. W latach 2006–2007 był dyrektorem Biura Obsługi Prawnej i Zastępstwa Procesowego w Ministerstwie Finansów, a następnie do 2008 dyrektorem Biura Prawnego w Służbie Wywiadu Wojskowego. W latach 2008–2010 zajmował stanowisko dyrektora gabinetu szefa Centralnego Biura Antykorupcyjnego.
Jako nauczyciel akademicki od 2000 związany z Katolickim Uniwersytetem Lubelskim. Zaczynał jako asystent w Katedrze Prawa Cywilnego, następnie obejmował stanowiska adiunkta i profesora nadzwyczajnego. W latach 2005–2010 był kierownikiem Katedry Postępowania Cywilnego. Wykładał na Wydziale Prawa i Administracji Wyższej Szkoły Finansów i Zarządzania w Warszawie (został profesorem zwyczajnym tej uczelni), a także w Wyższej Szkole Handlu i Prawa im. Ryszarda Łazarskiego w Warszawie.
W wyborach parlamentarnych w 2011 bezskutecznie ubiegał się o mandat poselski z list Prawa i Sprawiedliwości w okręgu lubelskim. W 2014 został członkiem rady programowej tej partii.
Przed jesienią 2015 był współpracownikiem przedsiębiorstwa Srebrna.
19 listopada 2015 prezes Rady Ministrów Beata Szydło powierzyła mu pełnienie obowiązków szefa Agencji Bezpieczeństwa Wewnętrznego. 19 lutego 2016 objął funkcję szefa tej służby. W ciągu kilkunastu miesięcy – według informacji mediów – awansował ze stopnia kaprala Agencji Bezpieczeństwa Wewnętrznego do stopnia pułkownika Agencji Bezpieczeństwa Wewnętrznego.
W styczniu 2020 złożył rezygnację ze stanowiska szefa ABW. 3 lutego 2020 zastąpił go Krzysztof Wacławek. Kilka tygodni później prezydent RP Andrzej Duda powołał go na stanowisko członka Zarządu Narodowego Banku Polskiego z dniem 1 marca 2020. W tym samym miesiącu objął nadzór nad departamentami NBP: administracji, bezpieczeństwa i controllingu.

## Publikacje
- Domy składowe. Prowadzenie przedsiębiorstwa składowego, dowody składowe jako papiery wartościowe, umowa składu, Wyd. Prawnicze LexisNexis, Warszawa 2001.
- Działalność gospodarcza małżonków (współautor), Wyd. Prawnicze LexisNexis, Warszawa 2002.
- Organy postępowania upadłościowego, ABC, Kraków 2001.
- Postępowanie zabezpieczające i egzekucyjne, Wyd. C.H. Beck, Warszawa 2007.
- Przyjazna administracja skarbowa, Wyd. Difin, Warszawa 2007.
- Realizacja prawa do sądu w postępowaniu cywilnym, Wyd. C.H. Beck, Warszawa 2005.
- Umowa składu, Wyd. Prawo i Praktyka Gospodarcza, Warszawa 2004.
- Współczesne przemiany postępowania cywilnego (red.), Wolters Kluwer Polska, Warszawa 2010.
- Zakaz reformationis in peius w postępowaniu cywilnym, Wyd. Prawo i Praktyka Gospodarcza, Warszawa 2004.